# Yvon Neptune
Yvon Neptune (nacido el 8 de noviembre de 1946 en Cavaillon) es un político haitiano, primer ministro de Haití entre 2002 y 2004.

## Biografía
Estudió arquitectura en Haití y Estados Unidos, donde vivió durante más de 20 años y trabajó para la empresa Emery Roth & Sons en Nueva York. Denunció el golpe de Estado del 30 de marzo de 1991 en su tierra natal, apoyó a los exiliados haitianos y se convirtió en asesor de Jean-Bertrand Aristide, en cuya estela regresó a Haití el 15 de octubre de 1994. Posteriormente, fue portavoz del partido Fanmi Lavalas y presidente del Senado de Haití.
Fue designado por el presidente Aristide en marzo de 2002 como primer ministro de Haití. Neptuune fue reemplazado el 12 de marzo de 2004 por un gobierno de transición, tras la intervención militar de Haití en 2004. Fue sucedido por Gérard Latortue, que había sido nombrado tres días antes.